# Achatz-Kleinschmidt-Paparrizos-Algorithmus
Der Achatz-Kleinschmidt-Paparrizos-Algorithmus, auch AKP-Algorithmus genannt, ist ein Algorithmus zum Lösen gewichteter Zuordnungsprobleme auf bipartiten Graphen. Diese Problemklasse kann als Spezialfall der linearen Optimierung formuliert werden. Der AKP-Algorithmus ist besonders für dünne Graphen geeignet. Seine Komplexität des Algorithmus beträgt {\displaystyle O(n^{3}).}
Der Algorithmus wurde 1991 von Hans Achatz, Peter Kleinschmidt und Konstantinos Paparrizos veröffentlicht.